# Kevin Youkilis
Kevin Edmond Youkilis (Cincinnati, Ohio, 15 de marzo de 1979) es un exbeisbolista estadounidense. Durante su carrera jugó para Boston Red Sox, Chicago White Sox y los New York Yankees, su posición habitual era primera base.

## Trayectoria
Inició su carrera profesional el año 2004 con Boston Red Sox. Su mejor desempeño ha sido en 2008, cuando obtuvo un porcentaje de bateo de .312, 115 carreras impulsadas y 29 home runs. También ganó el Premio Hank Aaron por la Liga Americana. Asimismo, ha participado en siete series de postemporada donde destacan la conquista de la Serie Mundial de 2007 y la disputa por el campeonato de la Liga Americana en 2008. Posee un porcentaje de fildeo de .997.
Youkilis pasó el invierno de 2003–04 en México jugando para el equipo de los Mayos de Navojoa de la Liga Mexicana del Pacífico.